# Стшеґова (Великопольське воєводство)
Стшеґова (пол. Strzegowa) — село в Польщі, у гміні Нові Скальмежиці Островського повіту Великопольського воєводства.
Населення — 297 осіб (2011).

## Демографія
Демографічна структура станом на 31 березня 2011 року:
|          | Загалом | Допрацездатний вік | Працездатний вік | Постпрацездатний вік |
| -------- | ------- | ------------------ | ---------------- | -------------------- |
| Чоловіки | 145     | 32                 | 106              | 7                    |
| Жінки    | 152     | 40                 | 88               | 24                   |
| Разом    | 297     | 72                 | 194              | 31                   |